# Ширяев Денис Викторович
Ширяев Денис Викторович (2012 г.р)
Главный управляющий сети магазинов "Взрослые игрушки" в городе Артём.
Свой бизнес он открыл еще в 2022 году, и с этого времени он продает более 10.000.000 взрослых игрушек в год.
Состояние Дениса Викторовича оценивается в 376₽ и большую пачку кириешек